# Международный альянс женщин
Международный альянс женщин (англ. International Alliance of Women, IAW; фр. Alliance Internationale des Femmes, AIF) — международная неправительственная организация, которая занимается защитой и расширением прав женщин во всем мире, уделяя особое внимание вопросам развития гендерного равенства. Основной принцип IAW заключается в том, что все женщины должны в полной мере и на равной основе пользоваться правами человека. Это одна из старейших, крупнейших и наиболее влиятельных организаций в своей области. Организация была основана как Международный альянс за избирательные права женщин (Международный суфражистский альянс, англ. International Women's Suffrage Alliance, IWSA) в 1904 году в Берлине Мари Стритт, Миллисент Фосетт, Керри Чапмен Кэтт, Сьюзен Б. Энтони и другими ведущими феминистками со всего мира, отстаивающими избирательное право для женщин. Штаб-квартира IWSA находилась в Лондоне, и являлась выдающейся международной организацией суфражисток. С тех пор акцент её внимания сместился в сторону более широкой правозащитной деятельности. Сегодня IAW состоит из более чем 50 организаций по всему миру, насчитывающих несколько сотен тысяч членов, и имеет своё представительство в Женеве.
С 1926 года организация имела прочные связи с Лигой Наций. С 1947 года IAW имеет общий консультативный статус при Экономическом и Социальном Совете Организации Объединённых Наций, что является наивысшим статусом ООН для неправительственной организации, (IAW стала четвёртой организацией, получившей этот статус). IAW также имеет статус участника в Совете Европы, представителей в штаб-квартире ООН в Нью-Йорке, отделении ООН в Женеве, отделении ООН в Вене, ЮНЕСКО в Париже, Продовольственной и сельскохозяйственной организации в Риме и Совете Европы в Страсбурге. Она также имеет представителей в Лиге арабских государств в Каире и Совете стран Персидского залива в Эр-Рияде и является влиятельным членом Европейского женского лобби в Брюсселе. Её председателем и главным представителем при Организации Объединённых Наций является Элисон Браун. А её нынешний главный представитель в ООН в Нью-Йорке Сун Янг Юн также является председателем Комитета Неправительственных организаций по положению женщин в Нью-Йорке и первым вице-президентом конференции НПО. Официальными рабочими языками IAW являются английский и французский.

## История

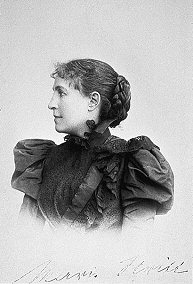
Сооснователь Мари Стритт, немецкая феминистка (1855—1928)

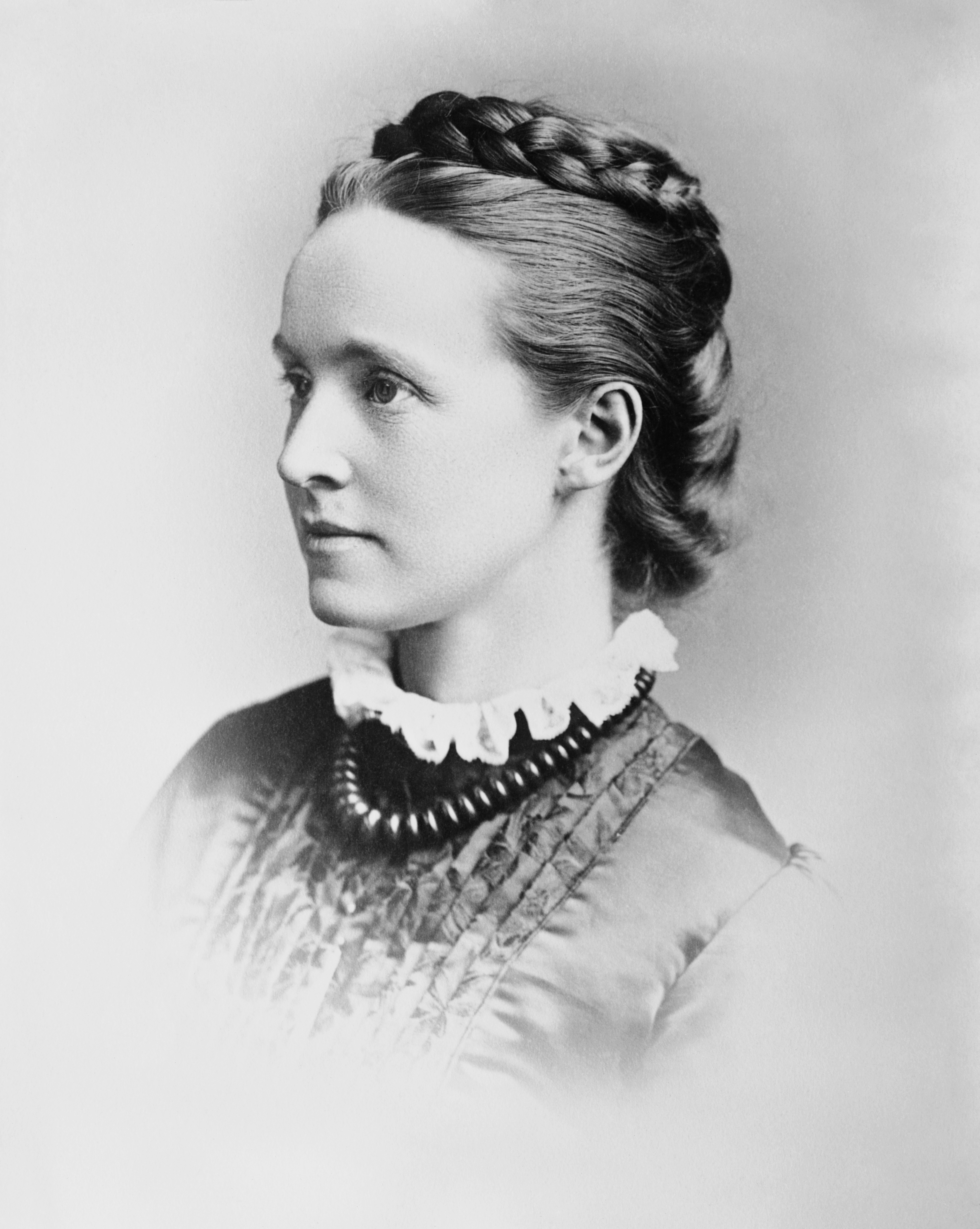
Сооснователь и вице-президент Миллисент Фосетт

Решение о создании организации было принято в Вашингтоне в 1902 году суфражистками, разочарованными отказом Международного совета женщин поддержать избирательное право женщин. Официально организация была учреждена во время второй конференции в Берлине в 1904 году как Международный альянс за избирательные права женщин (IWSA), со штаб-квартирой в Лондоне. Его основателями стали Керри Чапмен Кэтт, Миллисент Фосетт, Елена Ланге, Сьюзен Б. Энтони, Анита Аугспург, Рэйчел Фостер Эйвери и Кете Ширмахер.
Последующие конгрессы проходили в Копенгагене (1906), Амстердаме (1908), Лондоне (1909), Стокгольме (июнь 1911) и Будапеште (1913). Французский союз за избирательное право женщин (UFSF), основанный в феврале 1909 года, был официально признан Конгрессом IWSA в Лондоне в апреле 1909 года как представитель французского движения за избирательные права. IWSA стал выпускать собственный ежемесячный журнал — Jus Suffragii. Под влиянием Миллисент Фосетт, настроенной против воинственности суфражисток и стиля Эммелин Панкхёрст, IWSA первоначально отказался от членства в Женском социально-политическом союзе (WSPU) на их собрании 1906 года в Копенгагене.
В конце 1920-х годов организация изменила свое название на Международный альянс женщин за избирательное право и равное гражданство, а в 1946 году это название было изменено на нынешнее — Международный альянс женщин. Первый исполнительный совет возглавили Керри Чапмен Кэтт (президент), Анита Аугспург (первый вице-президент), Донован Болден (2-й вице-президент) и Рэйчел Фостер Эйвери (секретарь).
Во время своего президентства Керри Чапмен Кэтт также основала Лигу женщин-избирателей в Соединенных Штатах.
Традиционный цвет организации, используемый для обозначения прав женщин и избирательного права женщин — жёлтый.

### Конференции
- 1. Вашингтон, 1902
- 2. Берлин, 1904
- 3. Копенгаген, 1906
- 4. Амстердам, 1908
- 5. Лондон, 1909
- 6. Стокгольм, 1911
- 7. Будапешт, 1913
- 8. Женева, 1920
- 9. Рим, 1923
- 10. Париж, 1926
- 11. Берлин, 1929
- 12. Стамбул, 1935
- 13. Копенгаген, 1939
- 14. Интерлакен, 1946
- 15. Амстердам, 1949
- 16. Неаполь, 1952
- 17. Коломбо, Цейлон, 1955
- 18. Афины, 1958
- 19. Дублин, 1961
- 20.
- 21. Англия, 1967
- 22. Кёнигштайн, Восточная Германия, 1970
- 23. Нью-Дели, 1973

## Организация

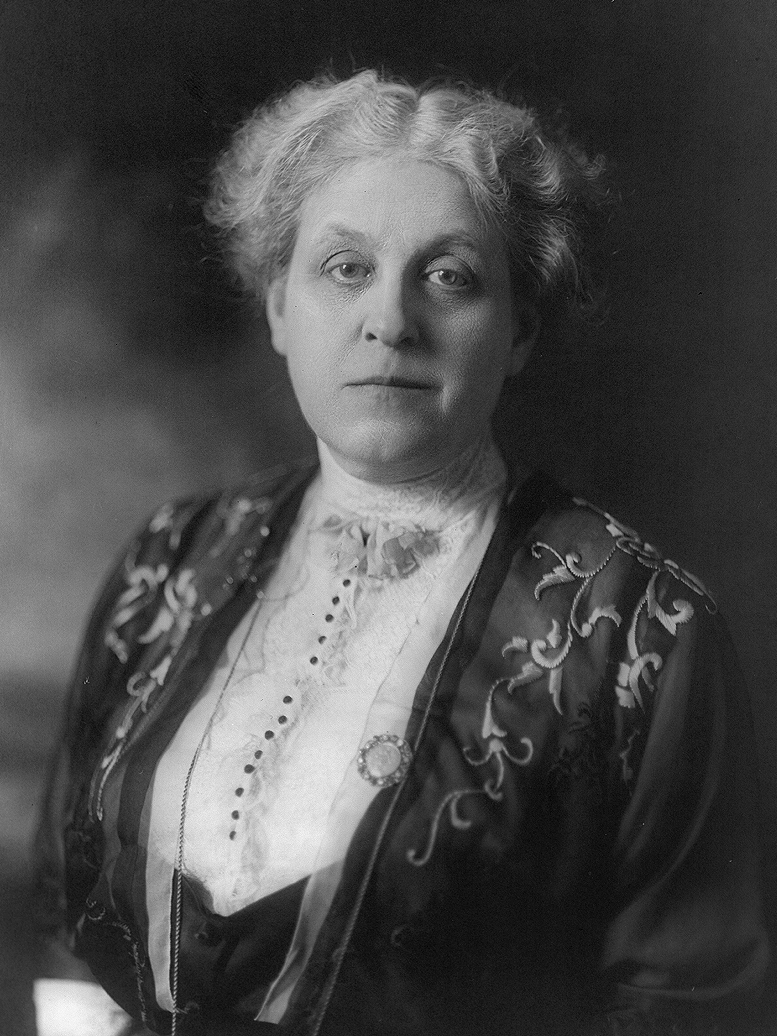
Первый президент Международного Альянса женщин Керри Чапмен Кэтт

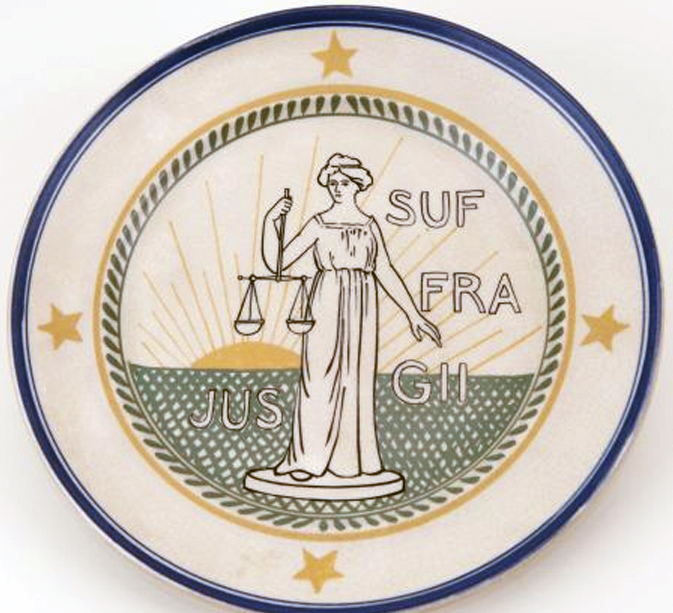
Табличка с символом и девизом Международного альянса за избирательные права женщин (IWSA)

Международный конгресс проводится трижды в год в стране происхождения организации-члена, на котором проходят выборы в Исполнительный совет. Нынешним президентом и главным представителем при Организации Объединённых Наций является Элисон Браун. В состав Исполнительного совета также входят генеральный секретарь, казначей и до 20 других членов, включая двух исполнительных вице-президентов, а также вице-президентов по Европе, арабским странам, арабским государствам Персидского залива и Южной Азии.

### Президенты
1. Керри Чапмен Кэтт, (США) 1904—1923
2. Марджери Корбетт Эшби[англ.], (Великобритания) 1923—1946
3. Ханна Рид (Швеция) 1946—1952
4. Эстер Графф (Дания) 1952—1958
5. Эзлинн Дераниягала[англ.] (Шри-Ланка) 1958—1964
6. Бегум Анвар Ахмед[англ.] (Пакистан) 1964—1970
7. Эдит Анреп (Швеция) 1970—1973
8. Ирен Липковски (Франция) 1973—1979
9. Олив Блумер (Великобритания) 1979—1989
10. Элис Йотопоулос-Марангопоулос (Греция) 1989—1996
11. Патриция Джайлс (Австралия) 1996—2004
12. Рози Вайс (Австрия) 2004—2010
13. Лида Верстеген (Нидерланды) 2010—2013
14. Джоанна Манганара (Греция) 2013—2020
15. Шерил Хейлз (Канада) 2020—2021
16. Марион Бёкер (Германия) 2021—2022
17. Элисон Браун (США) с 2022

## Текущий статус
IAW включает более 50 организаций по всему миру и большое число индивидуальных членов. IAW получил общий консультативный статус при экономическом и социальном совете ООН в 1947 году и статус участника Совета Европы. IAW имеет постоянных представителей в отделениях ООН в Нью-Йорке, Вене, Женеве, Париже, Риме, Найроби и Страсбурге и обращается к Европейскому Союзу через своих членов в Европейском женском лобби в Брюсселе. Нынешний представитель IAW в штаб-квартире ООН Сун Янг Юн также является председателем Комитета НПО по положению женщин в Нью-Йорке.
В IAW уделяется особое внимание всеобщей ратификации и реализации без оговорок Конвенции о ликвидации всех форм дискриминации в отношении женщин (CEDAW) и Факультативного протокола к ней. Действующие комиссии IAW занимаются такими вопросами, как правосудие и права человека; демократия; мир; ликвидация насилия и здравоохранение.

## Члены
Филиалы (полноправные члены)
- Ассоциация женщин Южной Европы (Association des femmes de l’Europe Méridionale),
- Индийская женская конференция (All India Women’s Conference),
- Пакистанская ассоциация женщин (All Pakistan Women’s Association),
- Швейцарская ассоциация за права женщин (Association Suisse pour les Droits de la Femme),
- Бангладеш Махила Самити (Bangladesh Mahila Samity),
- CILAF-LFDF,
- Комитет социальных работников (Coterie of Social Workers),
- Государственная женская ассоциация Индии (Country Women’s Association of India),
- Женское общество Дании (Danish Women’s Society),
- Круг немецких женщин (Deutscher Frauenring),
- Немецкая гражданская ассоциация женщин (German Association of Female Citizens),
- Федерация женщин Буркина Фасо,
- Женский союз за мир (Frauen Netzwerk für Frieden),
- «Союз Фредрики Бремер» (Frederika Bremer Förbundet),
- Ассоциация Хода Чавари (Hoda Chawari Association),
- Израильская федерация Женской международной сионистской организации (Israel Federation of the Women’s International Zionist Organization),
- «Союз борьбы за права женщин Исландии» (Kvenréttindafélag Íslands),
- Лига избирательниц Японии (League of Women Voters of Japan),
- Греческая лига за права женщин (Ligue Hellénique pour le Droits des Femmes),
- Литовское женское общество (Lithuanian Women’s Society),
- Лига Люси Стоун (Lucy Stone League),
- Маврикийский альянс женщин (Mauritius Alliance of Women),
- Нидерландская Ассоциация по защите интересов женщин (Nederlandse Vereniging voor Vrouwenbelangen),
- Норвежская ассоциация за права женщин (Norwegian Association for Women’s Rights),
- Кипрское движение за равные права и равные обязанности (Pancyprian Movement Equal Rights & Equal Responsibilities),
- Конференция Женщин Шри-Ланки (Sri Lanka Women’s Conference),
- Союз женских ассоциаций Кувейта (Union of Kuwaiti Women’s Associations),
- Союз женских ассоциаций Финляндии (Unioni Naisasialiito Suomessa Ry),
- Женское электоральное лобби (Women’s Electoral Lobby),
- Женский альянс Замбии (Zambia Alliance of Women),

Ассоциированные члены
- Альянс женщин Сербии (Alliance of Women of Serbia),
- Социальное движение за всестороннее развитие конголезских девочек и женщин (Action Sociale pour le Développement Intégral de la fille et de la femme congolaise),
- Ассоциация планирования семьи и улучшению положения женщин (Association pour le Planning Familial et l’Epanouissement de la Femme),
- Независимый женский центр (Autonomes FRAUENzentrum),
- Женский союз фермерских организаций (Bali Women’s Union of Farming Groups),
- Хорватский женский альянс IWAD (Croatian Alliance of Women IWAD),
- Египетское общество развития местных общин (Egyptian Society for the Development of Local Communities),
- Федерация женщин за мир и развитие (Fédération de Femmes pour la Paix et le Développement),
- Сельские женщины против насилия и болезней, передаваемых половым путем (Femmes rurales contre la violence et les maladies sexuellement transmissibles),
- Фонд для женщин в Азии (Fund for Women in Asia),
- Общество Джозефны Батлер (Josephine Butler Society),
- Голубка (La Colombe),
- Лига избирательниц Виктории (League of Women Voters of Victoria),
- Столичный Совет женщин Баликатан (Metro Manila Council of Women Balikatan),
- Фонд развития женщин Ммабато (Mmabatho Foundation Women’s Development),
- ONG-SAPHTA,
- Платформа расширения прав и возможностей женщин (Platform of Women’s Empowerment and Rights),
- Развитие и солидарность женщин (Promo Femmes/Développement Solidarité),
- Сарой Налини Датт Мемориальная Ассоциация (Saroj Nalini Dutt Memorial Association),
- Проект Помощи Трущобам (Slum Aid Project),
- Ассоциация женщин Шри-Ланки в Великобритании (Sri Lanka Women’s Association UK),
- Союз австралийских женщин (Виктория) (Union of Australian Women (Victoria) Inc.),
- Уголок комфорта для женщин (Women’s Comfort Corner),
- Филиппинское движение за права женщин (Women’s Rights Movement of the Philippines),